# Chadrel Rinpoché
Chadrel Rinpoché, (tibétain : བྱ་བྲལ་རིན་པོ་ཆེ་, Wylie : bya bral rin po che) aussi connu sous le nom de Jadrel Jampa Thinley Rinpoché (1940 à Shigatsé - 2011), était un lama gelugpa et l'abbé du monastère de Tashilhunpo à Shigatse, le siège des panchen lamas. Condamné à cinq ans de prison à la suite de la controverse du 11e panchen-lama, il a été libéré en 2002 et placé en résidence surveillée dans un camp militaire près de Lhassa. Il est mort en 2011, victime d'un empoisonnement selon le gouvernement tibétain en exil.

## Biographie
Chadrel Rinpoché est né à Shigatsé en 1940. 
Après la disparition du 10e panchen lama, le parti communiste chinois chargea Chadrel Rinpoché, le responsable du monastère du Tashilhunpo, croyant qu'il leur était favorable, de trouver la réincarnation du panchen-lama. Le 14e dalaï-lama proposa à Pékin de dépêcher une délégation de hauts dignitaires religieux pour « assister » Chadrel Rinpoché. Mais l’offre fut rejetée par la Chine, qui la qualifia de « superflue ». Le dalaï-lama et les autorités tibétaines commencent à organiser les recherches pour trouver sa réincarnation suivant les traditions tibétaines. Au Tibet, Chadrel Rimpoché retint trois enfants aux qualités remarquables. Parmi eux, le petit Gendhun Choekyi Nyima, fils de nomades tibétains. Gendhun reconnaît sans hésiter les biens du défunt Lama. Il avait d'ailleurs déclaré à ses parents « Je suis le Panchen Lama. Mon monastère est le Tashilhunpo ». Le 14 mai 1995, ce jeune garçon de six ans fut officiellement reconnu par le dalaï-lama comme étant le 11e panchen lama.
Selon Tempa Tsering, les communications entre le dalaï-lama et Chadrel Rinpoché étaient officielles et utilisaient les canaux de l'ambassade de Chine en Inde, ou l'association bouddhiste de Chine. 
Chadrel Rinpoché, chef de la commission officielle chinoise responsable de la recherche de la réincarnation du dernier panchen-lama, a été arrêté à Chengdu le 18 mai 1995 alors qu'il rentrait de Pékin à Shigatsé, quatre jours après l'annonce de la découverte de la 11e réincarnation du panchen-lama, le 14 mai 1995 à Dharamsala. Il  a été emmené à Pékin et mis au secret. Les autorités chinoises ont mis 2 ans avant d'admettre l'arrestation de Chadrel Rinpoché. 
Inculpé de collaboration avec le dalaï-lama au cours de la procédure de recherche, Chadrel Rinpoché a été condamné à cinq ans de prison pour « collusion avec des forces séparatistes à l'étranger » et « divulgation de secret d'État » à l'issue de son procès. Selon une information obtenue par le TCHRD, Chadrel Rinpoché a été libéré avec un an de retard, en janvier 2002, de la prison numéro 3 de Chuandong dans le Sichuan. Il a aussitôt été placé en résidence surveillée dans un camp militaire près de Lhassa. Il est mort en 2011, à l'âge de 71 ans. Selon le gouvernement tibétain en exil, il aurait été empoisonné.
Jampa Chung, secrétaire du monastère de Tashilhunpo et Gyara Tsering Samdrup, un homme d'affaires qui a travaillé pour le 10e panchen lama, ont également été condamnés à quatre et deux ans de prison, respectivement. Le 13 novembre 2010, Jampa Chung est mort de maladie, après s'être vu refusé de façon répétée une assistance médicale durant sa longue période d’incarcération et de résidence surveillée.
Lodi Gyari Rinpoché avait déclaré « Chadrel Rinpoché a seulement respecté la tradition religieuse tibétaine habituelle dans ses efforts pour trouver la réincarnation du 10e panchen lama ».